# Poecilopsis intermedia
Poecilopsis intermedia är en fjärilsart som beskrevs av Bretschneider 1953. Poecilopsis intermedia ingår i släktet Poecilopsis och familjen mätare. Inga underarter finns listade i Catalogue of Life.